# Parco nazionale Serra da Capivara
Il parco nazionale Serra da Capivara è un'area naturale protetta situato nel nordest del Brasile, nello Stato di Piauí. Ha una superficie di 129.140 ettari ed un perimetro di 214 chilometri.
È amministrato dall'Istituto Chico Mendes per la Conservazione della Biodiversità. Fu creato per proteggere l'area che comprende il più importante patrimonio preistorico del Brasile, con una ricchezza di vestigia archeologiche conservatesi per millenni grazie all'equilibrio dell'ecosistema, oggi estremamente a rischio.

## Patrimonio naturale
Situato in una regione dal clima semiarido, frontiera tra due grandi formazioni geologiche, il bacino sedimentario del Maranhão-Piauí e la depressione periferica del fiume São Francisco, il parco presenta un rilievo formato da colline, valli e altopiani. L'ambiente morfo-climatico è quello della caatinga con zone di transizione col cerrado al margine nord. Le “foreste bianche” del nordest del Brasile, “caatingas” nella lingua dei nativi, sono formazioni biogeografiche caratterizzate da piante xerofile (che perdono le foglie nella stagione secca). La vegetazione è formata da arbusti sottili, estremamente ramificati, con tronco liscio e rami corti e duri, spesso spinosi. Le foglie piccole e rade lasciano passare la luce. La vegetazione erbacea generalmente è presente solo durante la stagione delle piogge.

Le ricerche realizzate nel parco hanno riscontrato la presenza di 33 specie di mammiferi non volatori, 24 di pipistrelli, 208 specie di uccelli, 208 di lucertole, 34 di anfibi. Il maggior predatore della regione del parco è il giaguaro.

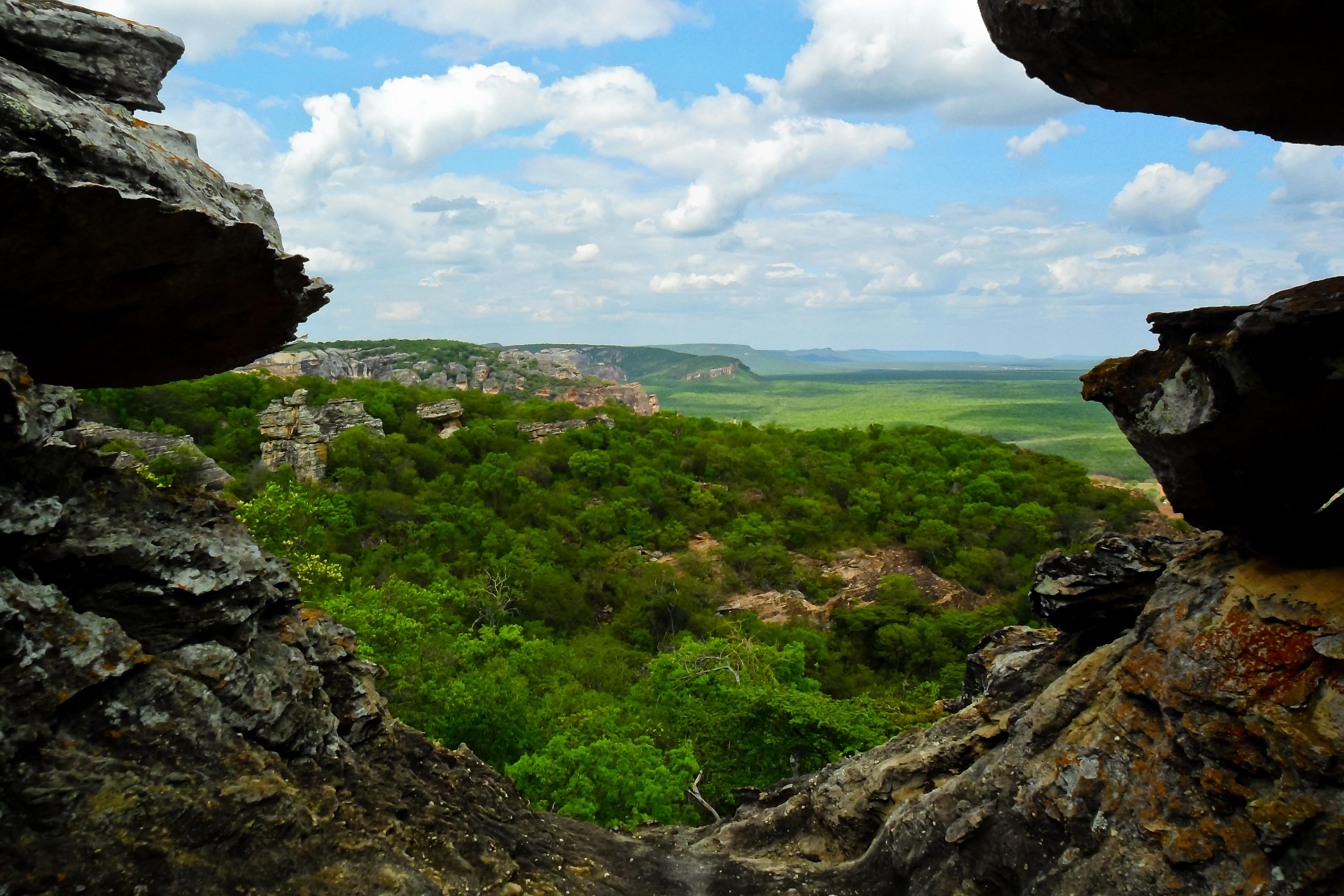

## Patrimonio archeologico
Area di maggior concentrazione di siti preistorici del continente americano e dichiarato nel 1991 Patrimonio dell'umanità dall'UNESCO, il parco presenta una densa concentrazione di siti archeologici, la maggior parte con pitture e incisioni rupestri di epoca preistorica. Ad oggi sono stati catalogati 912 siti archeologici, dei quali 657 presentano pitture rupestri in ripari sotto roccia, attribuiti a popolazioni di cacciatori-raccoglitori. Tra questi Pedra Furada è uno dei più importanti, con pitture rappresentanti scene di caccia con lance e trappole, databili fino a 11.000 anni fa. Queste pitture, che sono state chiamate della «Tradizione del Nordeste», comprendono, oltre a figure umane, anche elaborati disegni geometrici.
Gli altri siti sono all'aria aperta e sono accampamenti o villaggi di agricoltori-ceramisti, siti funerari e siti paleo-archeologici. Sono stati ritrovati reperti ossei umani ed animali, manufatti ceramici datati 8.960 anni (i più antichi finora ritrovati nel continente americano) e circa 30.000 figure dipinte su roccia, le più antiche datate 26.000 – 20.000 anni fa.
Queste datazioni così antiche, così come quelle di altri siti in Cile, Messico e Stati Uniti, hanno portato alcuni archeologi sudamericani e statunitensi a mettere in discussione o quantomeno a rivedere la teoria di Clovis secondo la quale l'homo sapiens avrebbe raggiunto per la prima volta il continente americano attraverso lo stretto di Bering 10.500-13.000 anni fa.
La progressiva decifrazione dell'iconografia svela importanti aspetti della vita e delle credenze religiose delle popolazioni preistoriche succedutesi nell'ambito del parco.

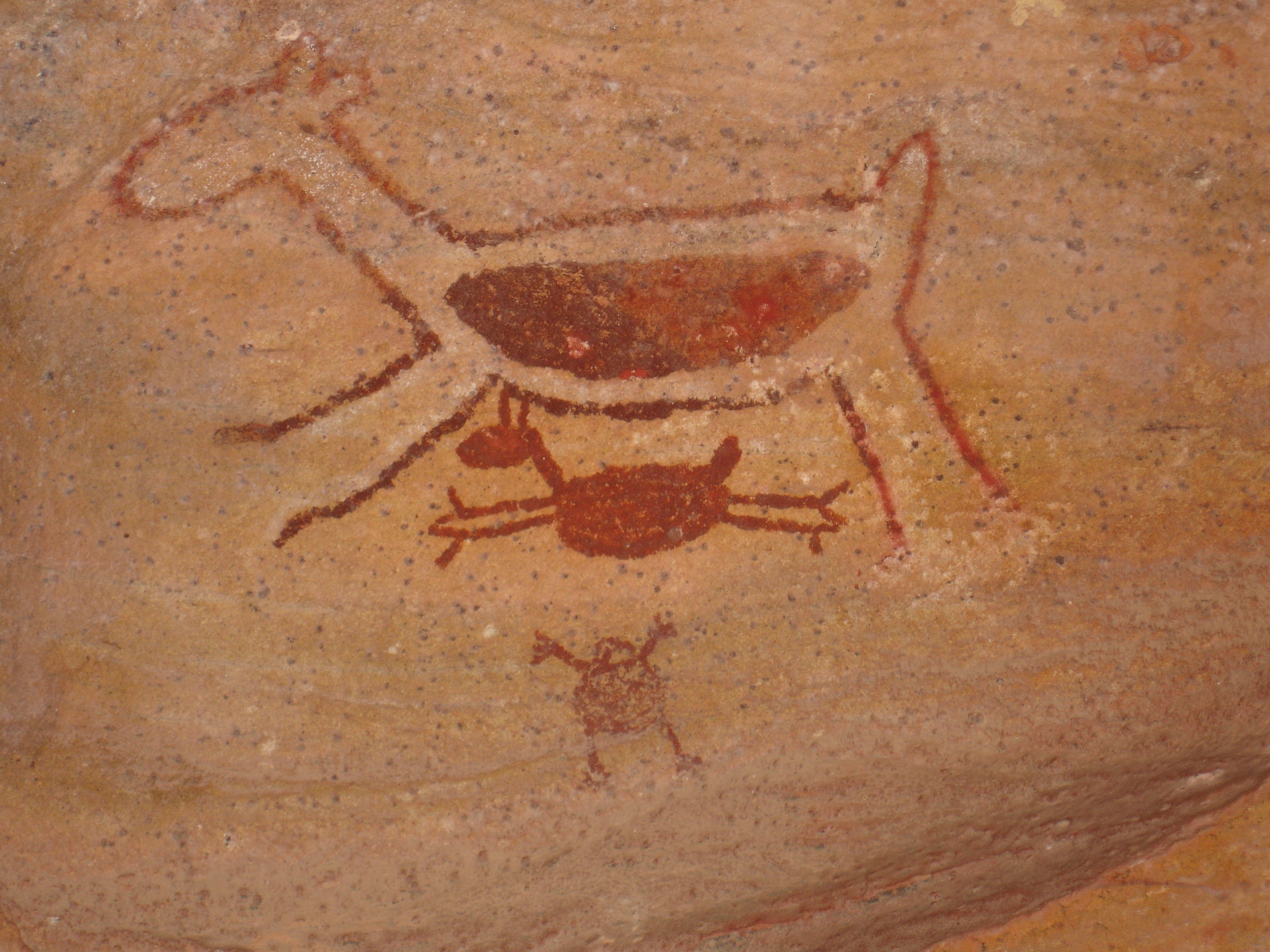
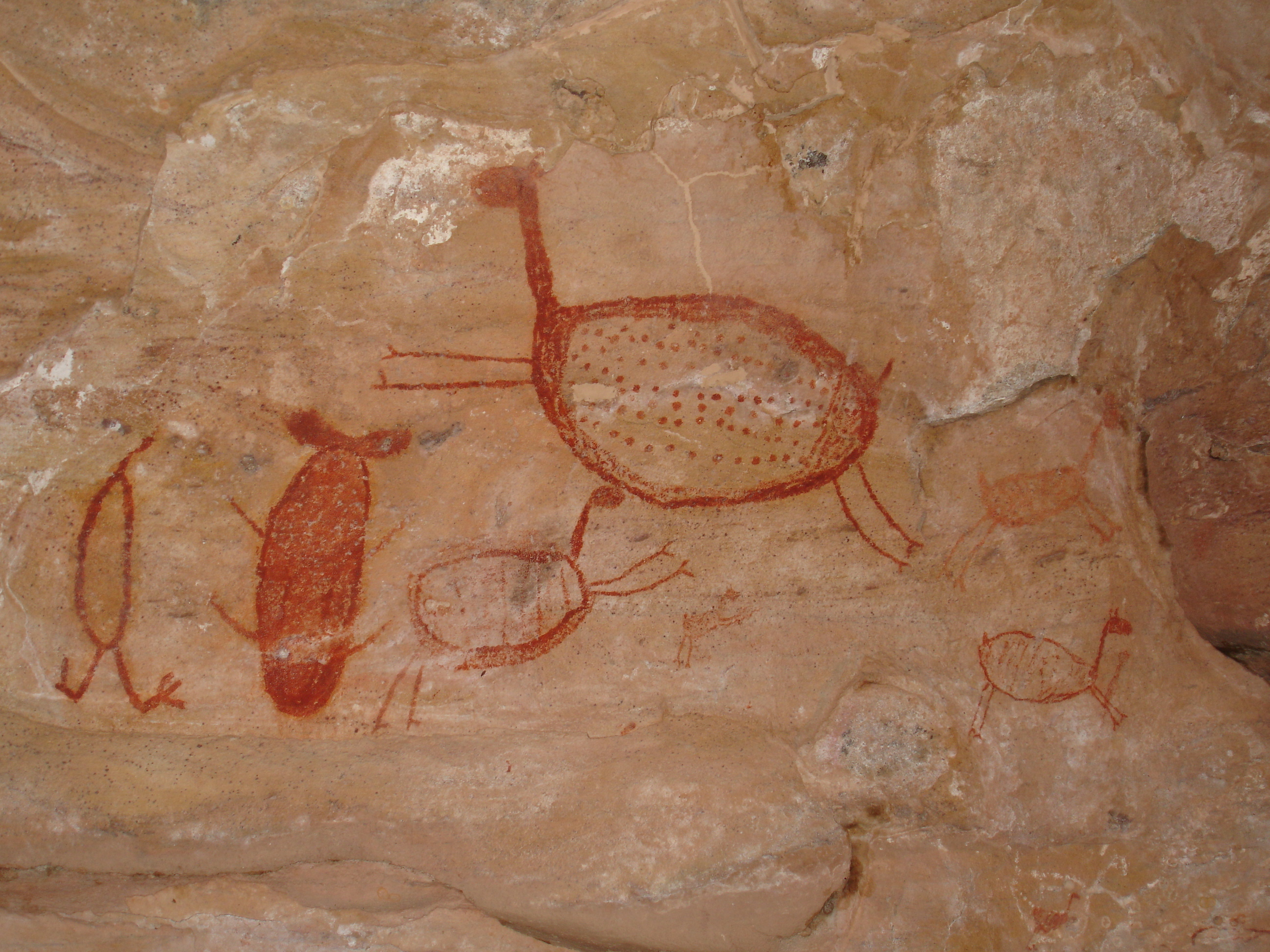
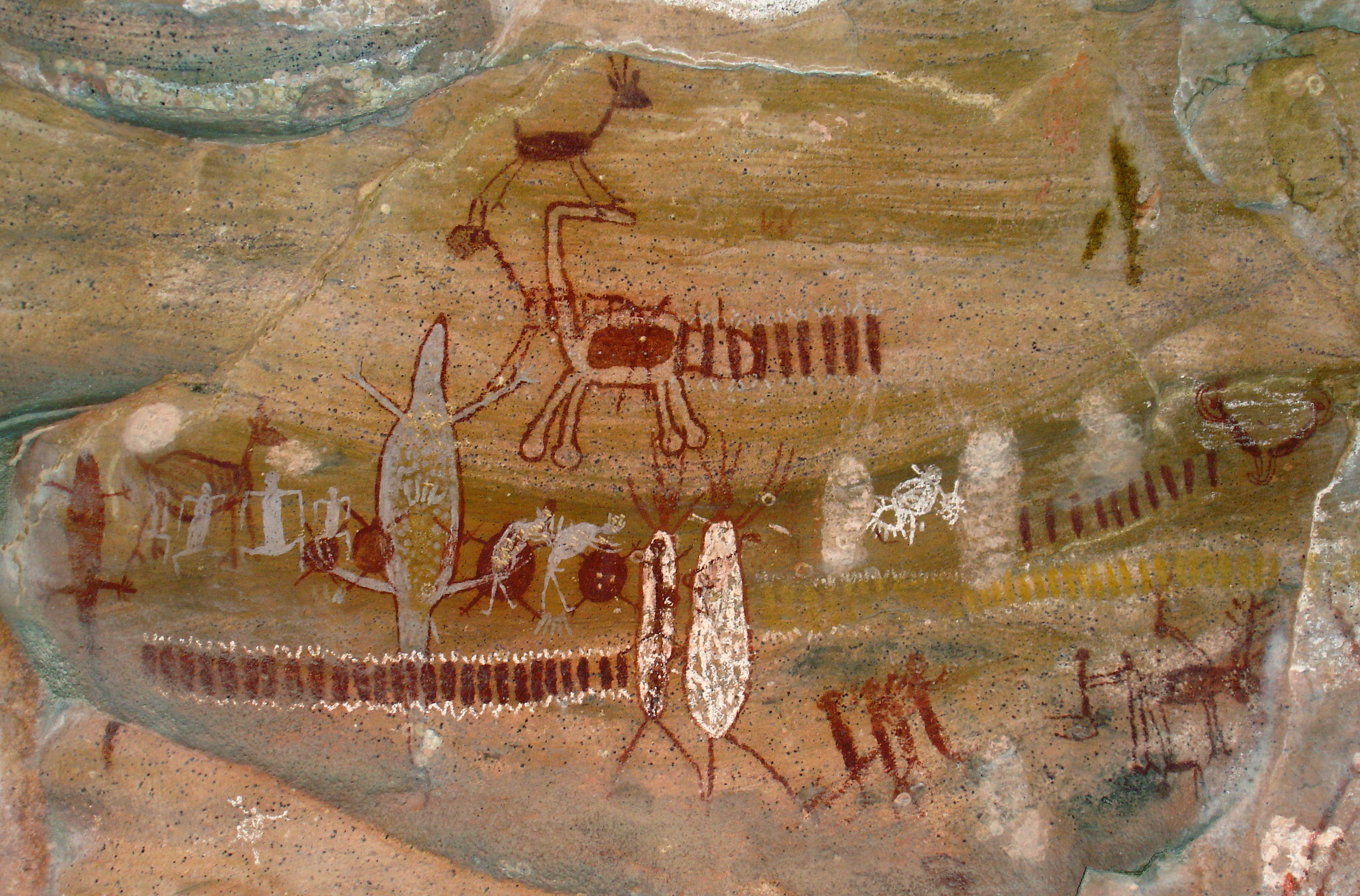
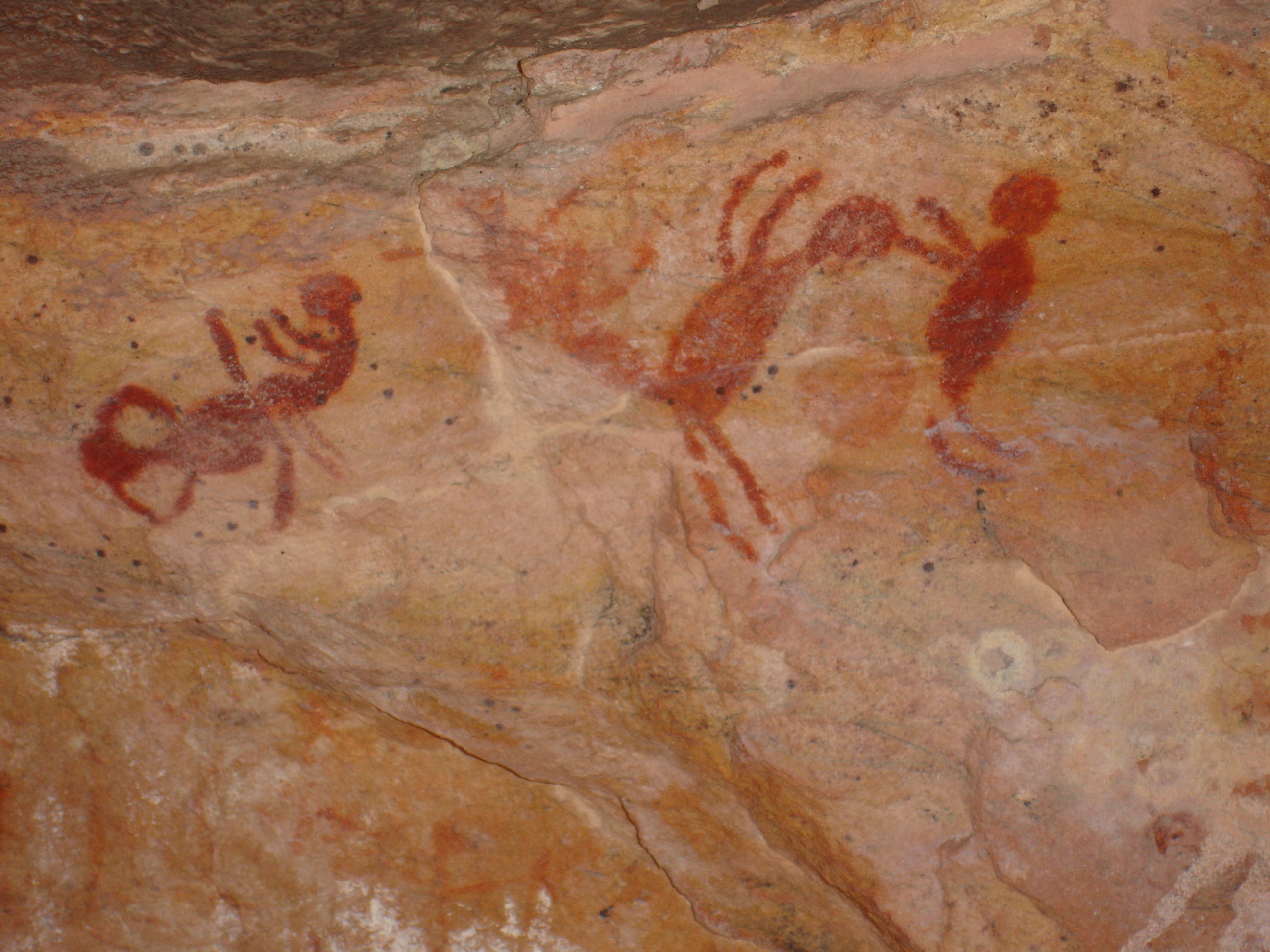